# Jasiołda (stacja kolejowa)
Jasiołda (biał. Ясельда; ros. Ясельда) – stacja kolejowa w miejscowości Horodyszcze, w rejonie pińskim, w obwodzie brzeskim, na Białorusi. Leży na linii Homel - Łuniniec - Żabinka.
Nazwa pochodzi od przepływającej w pobliżu rzeki Jasiołdy.
Stacja istniała przed II wojną światową. Nosiła wówczas nazwę Horodyszcze Poleskie.